# Molkom
Molkom is een plaats in de gemeente Karlstad in het landschap Värmland en de provincie Värmlands län in Zweden. De plaats heeft 1883 inwoners (2005) en een oppervlakte van 244 hectare.

## Verkeer en vervoer
Bij de plaats lopen de Riksväg 63 en Länsväg 240.
De plaats heeft een station aan een spoorlijn.